# Raków
Raków è un comune rurale polacco del distretto di Kielce, nel voivodato della Santacroce. Il capoluogo si trova a circa 39 km a sud-est di Kielce, capoluogo della regione.
Ricopre una superficie di 191,09 km² e nel 2006 contava 6 090 abitanti.
Il comune comprende le località di Bardo, Celiny, Chańcza, Dębno, Drogowle, Głuchów-Lasy, Jamno, Korzenno, Koziel, Lipiny, Mędrów, Nowa Huta, Ociesęki, Pągowiec, Papiernia, Pułaczów, Radostów, Raków, Rakówka, Rembów, Smyków, Stary Głuchów, Szumsko, Szumsko-Kolonie, Wola Wąkopna, Wólka Pokłonna, Zalesie e Życiny.

## Storia della città e della regione
Dopo la sua fondazione, Raków divenne un centro del movimento sociniano in Polonia e Lituania. Dal 1602 al 1638, in città esisteva un noto collegio di Unitariani Polacchi (fratelli polacchi). Il Catechismo di Raków fu pubblicato in polacco nel 1605. Il Sejm polacco proibì tutte le attività sociniane nel 1639. Negli anni successivi, gli abitanti della città di fede unitaria furono espulsi e molti edifici furono distrutti e saccheggiati.

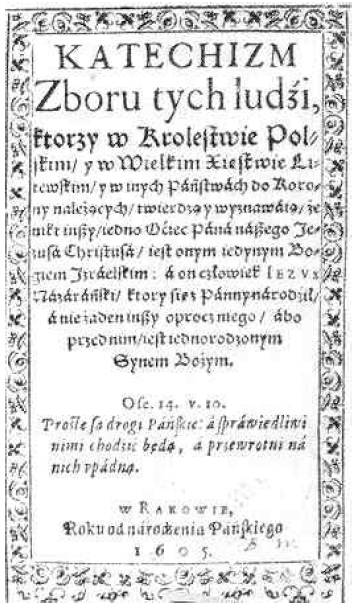
Il Catechismo di Raków

Dopo la Terza Spartizione della Polonia, la regione divenne austriaca nel 1795, e in seguito russa. La popolazione crebbe significativamente nel XIX secolo, in particolare dopo l'arrivo di una comunità ebraica. I diritti cittadini della città furono revocati nel 1869/1870, in parte a seguito della Rivolta polacca di gennaio del 1863.